# 鄭居中 (北宋)
鄭居中（1059年—1123年），字达夫，开封（今河南开封）人，北宋宰相。

## 生平
鄭居中是神宗時宰相王珪之三女婿。历官起居舍人、给事中、翰林学士等。依附蔡京。宋徽宗政和年間領樞密院事，累官特進。當時蔡京總理三省政事，變亂法令制度。鄭居中多次向徽宗進諫言，徽宗也厭惡蔡京專權，政和六年（1116年）五月，拜少保、太宰，伺機監察蔡京。
鄭居中保存綱紀，遵守格、令，壓抑僥倖奸佞之人，重振淹滯的仕途銓選，時論多有期待。丁母憂去職，徽宗隨即下詔起復原官職，一年後，加少傅，請求服喪獲准。服闕，以威武軍節度使任佑神觀使。回任領樞密院事，加少師。連封崇國公、宿國公、燕國公。
後王黼暗中与郑居中交好。宣和五年（1123年），燕山平定後，進位太保，鄭居中自認為無功，堅辭不拜（他是蔡京、童贯、王黼等人联金攻辽的反对者，主张遵守宋辽两国盟约。）。入朝，以暴疾返家休養，數日後卒（六月二十七日戊申），年六十五。贈太師、華原郡王，谥文正。宋徽宗親題其墓：“政和寅亮醇儒宰臣文正鄭居中之墓”。
子郑修年、郑亿年。孙女郑氏嫁给秦桧之嗣子秦熺。

## 延伸阅读
[在维基数据编辑]
 《宋史/卷351》，出自脱脱《宋史》